# فرانز فيبر (كاتب)
فرانز فيبر هو صحفي وكاتب سويسري، ولد في 27 يوليو 1927 في بازل في سويسرا، وتوفي في 2 أبريل 2019 في برن في سويسرا.